# Mostkowo (gromada w powiecie morąskim)
Mostkowo – dawna gromada, czyli najmniejsza jednostka podziału terytorialnego Polskiej Rzeczypospolitej Ludowej w latach 1954–1972.
Gromady, z gromadzkimi radami narodowymi (GRN) jako organami władzy najniższego stopnia na wsi, funkcjonowały od reformy reorganizującej administrację wiejską przeprowadzonej jesienią 1954 do momentu ich zniesienia z dniem 1 stycznia 1973, tym samym wypierając organizację gminną w latach 1954–1972.
Gromadę Mostkowo z siedzibą GRN w Mostkowie utworzono – jako jedną z 8759 gromad na obszarze Polski – w powiecie ostródzkim w woj. olsztyńskim na mocy uchwały nr 22 WRN w Olsztynie z dnia 4 października 1954. W skład jednostki weszły obszary dotychczasowych gromad Ględy, Kojdy, Mostkowo i Sobno ze zniesionej gminy Łukta w tymże powiecie. Dla gromady ustalono 12 członków gromadzkiej rady narodowej.
1 stycznia 1958 gromadę włączono do powiatu morąskiego w tymże województwie.
31 grudnia 1961 gromadę włączono z powrotem do powiatu ostródzkiego w tymże województwie, gdzie równocześnie została zniesiona, a jej obszar włączony do gromady Łukta w powiecie ostródzkim.